# Politechničeskaja
Politechničeskaja (in russo Политехническая?, traslitterazione anglosassone: Politeknicheskaya) è una stazione della Linea Kirovsko-Vyborgskaja, la Linea 1 della Metropolitana di San Pietroburgo. È stata inaugurata il 31 dicembre 1975.